# حله، قنا
حله، روستایی از توابع شهرستان قوص در استان قنا و کشور مصر است.

## جمعیت
براساس سرشماری سال ۲۰۰۶ مصر، جمعیت آن ۳۰۴۰ نفر( ۱۴۹۲ مرد و ۱۵۴۸ زن ) بوده‌است.